# Hans-Adolf von Moltke

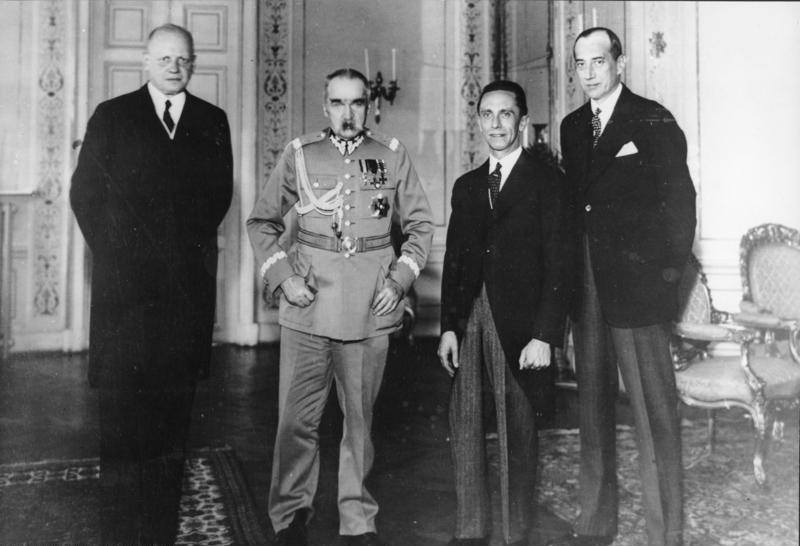
Hans-Adolf von Moltke, Józef Piłsudski, Joseph Goebbels i Józef Beck w Warszawie 14 czerwca 1934 r.

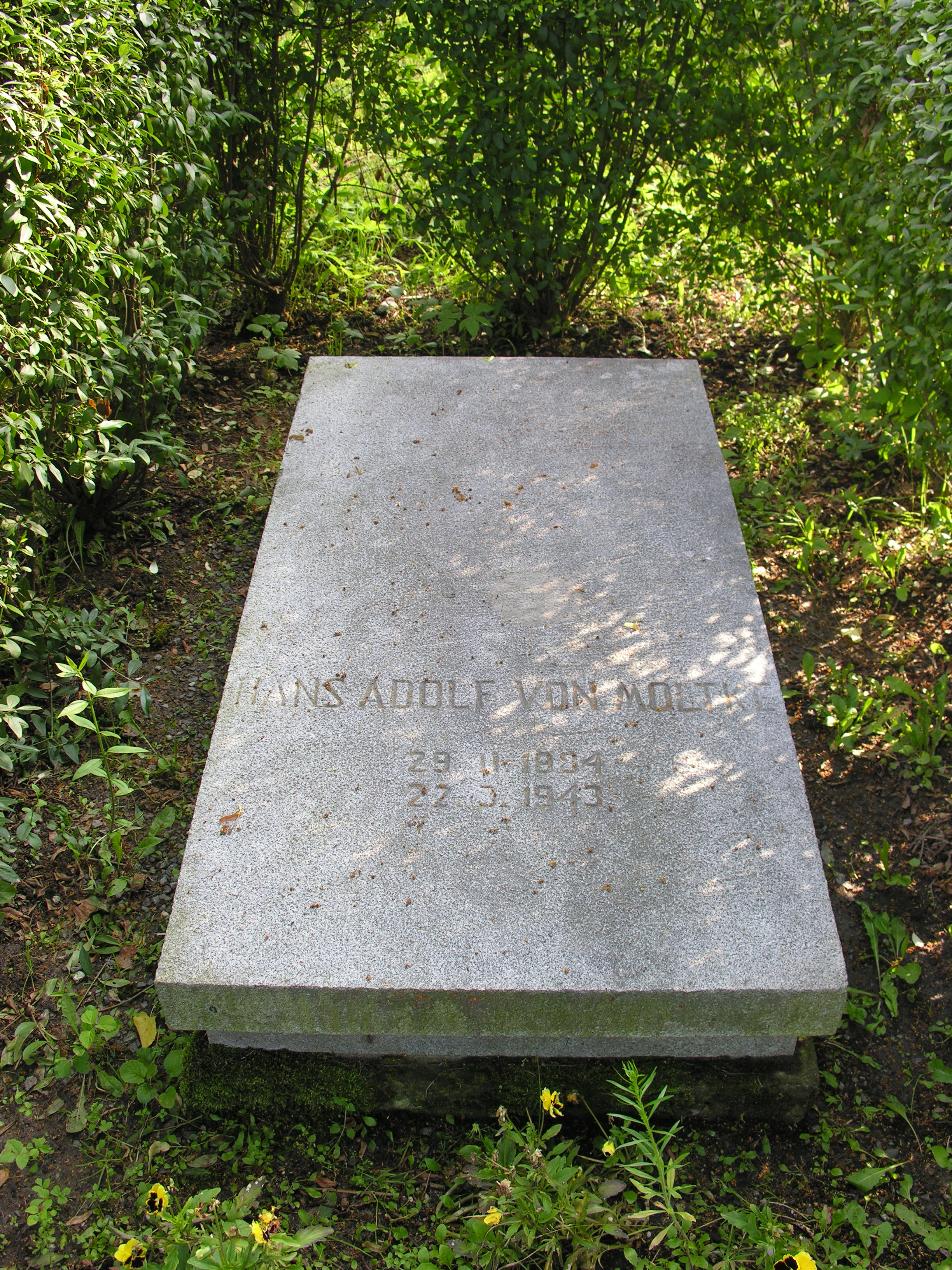
Grób Hansa-Adolfa von Moltke na cmentarzu w Borowie

Hans-Adolf von Moltke (ur. 29 listopada 1884 w Opolu, zm. 22 marca 1943 w Madrycie) – niemiecki dyplomata. Ambasador Niemiec w Polsce (1931-1939) i Hiszpanii (1943).

## Życiorys
Był jedynym dzieckiem Friedricha von Moltke (1852-1927) i Julie z d. Zuckschwerdt (1852-1943). Jego ojciec był m.in. nadprezydentem Prus Wschodnich, pruskim ministrem spraw wewnętrznych i nadprezydentem prowincji Szlezwik-Holsztyn, bratem Helmutha Johannesa Ludwiga von Moltkego. Rodzina była wyznania ewangelickiego.
W 1903 ukończył Królewskie Gimnazjum Wiktorii w Poczdamie, następnie studiował prawo, kolejno na uniwersytetach w Berlinie, Heidelbergu i Królewcu. Na tym ostatnim zdał w 1906 pierwszy egzamin państwowy. Następnie odbył roczną służbę ochotniczą w 1 Pułku Kirasjerów im. Wielkiego Księcia Elektora, po czym odbył aplikację urzędniczą i w 1912 zdał pruski egzamin państwowy dla wyższej służby w administracji. W styczniu 1913 złożył wniosek o przyjęcie do służby dyplomatycznej. W grudniu 1913 został skierowany na praktykę do poselstwa w Atenach, w maju 1914 został przeniesiony do poselstwa w Konstantynopolu. Tam zastał go wybuch I wojny światowej. Po wybuchu wojny służył w Saksońskim Pułku Ciężkiej Kawalerii, w ramach 8. Dywizji Kawalerii. Jesienią 1914 i w lutym 1915 uczestniczył w walkach z wojskami rosyjskimi w Prusach Wschodnich. Został odznaczony Krzyżem Żelaznym II klasy. Od lutego 1915 do listopada 1918 pracował w Wydziale Politycznym Generalnego Gubernatorstwa Belgijskiego, jako radca legacyjny, następnie sekretarz legacyjny. Na początku 1919 został zastępcą pruskiego chargé d’affaires przy rządzie Wirtembergii.
W latach 1920–1922 pracował w biurze pełnomocnika rządu Rzeszy Niemieckiej w Opolu na obszar plebiscytowy Górnego Śląska, tam pośredniczył w kontaktach oddziałów niemieckich z Międzysojuszniczą Komisją Rządzącą i Plebiscytową. W latach 1922–1924 był członkiem Górnośląskiej Komisji Mieszanej. Mieszkał wówczas w Wernersdorf na Dolnym Śląsku. Od maja 1924 do maja 1928 był radcą niemieckiej ambasady w Stambule.
W 1928 został pracownikiem Wydziału Wschodniego Urzędu Spraw Zagranicznych, tam początkowo kierował sekcją Bliskiego Wschodu, ale jeszcze w tym samym roku objął kierownictwo wydziału. W tej roli zajmował się przede wszystkim sprawami mniejszości niemieckiej w Polsce, organizował dla niej wsparcie finansowe, brał także udział w rozmowach niemiecko-sowieckich, był przy tym przeciwnikiem pogłębienia współpracy politycznej między tymi krajami. W tym okresie uczestniczył w spotkaniach założonego przez Gustava Stolpera Dienstags-Kreis. Jego uczestnicy poszukiwali sposobów gospodarczego podporządkowania Europy Środkowej, w tym Polski, jednak bez użycia środków militarnych.
W lutym 1931 został posłem Niemiec w Warszawie. W tej roli opowiadał się za normalizacją stosunków z Polską, poprzez poprawę stosunków gospodarczych. Jednak zasadniczo pozostawał zwolennikiem rewizji wschodnich granic Niemiec, w dalszym ciągu zajmował się wspieraniem mniejszości niemieckiej w Polsce. Po dojściu do władzy Adolfa Hitlera pozostał w służbie dyplomatycznej. Wcześniej krytyczny wobec nazistów, uważał za istotne utrzymanie obecności i wpływów w rządzie polityków konserwatywnych. W dalszym ciągu sądził, że rewizja granic będzie możliwa bez wojny, dzięki uzyskaniu samej przewagi militarnej. Sądził, że istotne jest ograniczanie „żydowskich” wpływów w państwie, jakkolwiek nie wyznawał rasistowskiego antysemityzmu. Uważał także, że nowa sytuacja w Niemczech pozwoli usunąć potencjalne zagrożenie komunistyczne, jak również wyeliminuje tendencje pacyfistyczne. W związku z tym, po styczniu 1933 zbliżył się do polityków NSDAP, a ostatecznie w październiku 1937 wstąpił do tej partii. W październiku 1934 został podniesiony do rangi ambasadora. Wpływ ambasadora na politykę wobec Polski nie był jednak duży, albowiem zasadnicze decyzje podejmował z pominięciem Urzędu Spraw Zagranicznych sam Adolf Hitler, który dodatkowo ustanowił swoim specjalnym pełnomocnikiem dla kontaktów z Polską Hermanna Göringa. Pozostawał przeciwnikiem rozwiązań zbrojnych, w dalszym ciągu wierząc w możliwość uzależnienia Polski środkami pozamilitarnymi. Bronił oficjalnie polityki niemieckiej, jednak starał się działać na rzecz zmniejszania napięć pomiędzy oboma krajami. 9 sierpnia 1939 opuścił Warszawę z nakazem pozostania w Niemczech i zakazem kontaktowania się tak z dyplomatami polskimi, jak i swoimi współpracownikami.
We wrześniu 1939 przygotował dla Ernsta von Weizsäckera memoriał, w którym opowiedział się za powołaniem polskiego państwa kadłubowego z proniemieckim rządem. Jako kandydata na premiera wskazywał w nim Kazimierza Sosnkowskiego. Uważał także za korzystny brak wspólnej granicy ze Związkiem Radzieckim. W tym samym miesiącu objął w Urzędzie Spraw Zagranicznych kierownictwo sekcji, która przygotowała wydane w grudniu 1939 Dokumenty genezy wojny pokazujące konflikt niemiecko-polski z niemieckiej perspektywy (nie wahano się przy tym przed tendencyjnym wyborem materiałów i fałszerstwem źródeł, zaś Polskę przedstawiono jak kraj dążący do wojny). Od grudnia 1939 do lata 1942 zajmował się opracowywaniem akt zdobytych w kolejnych okupowanych przez Niemcy krajach, w tym m.in. w Polsce i przede wszystkim we Francji, m.in. w marcu 1940 wydał zbiór szesnastu dokumentów Polska dokumentacja genezy wojny. Latem 1941 znalazł się w Warszawie, kierując komisją Urzędu Spraw Zagranicznych, która w ocenie polskich władz podziemnych sondowała możliwość łagodniejszego kursu wobec Polaków (nie znajduje to potwierdzenia w źródłach niemieckich). Na przełomie 1941 i 1942 uczestniczył w rozmowach z Leonem Kozłowskim, w których rozważano powołanie polskiego samorządu. Celem von Moltke było złagodzenie okupacji Polski, zwłaszcza w zakresie polityki rasowej i eksterminacyjnej, ale nie jej całkowite zniesienie. Równocześnie uczestniczył w działaniach propagandy antysowieckiej w ramach Komisji Propagandy Urzędu Spraw Zagranicznych. Przez powiązania rodzinne miał kontakty z niemiecką opozycją antyhitlerowską, ale dystansował się od niej, uważając za niedopuszczalny przewrót w czasie wojny. W lipcu 1942 został przeniesiony w stan spoczynku i objął stanowisko przewodniczącego rady nadzorczej Berg- und Hüttenwererks-Gesselschaft Teschen na Górnym Śląsku.
W grudniu 1942 został mianowany ambasadorem w Hiszpanii. W tej roli poszukiwał możliwości nawiązania kontaktów z politykami polskimi, w tym Janem Szembkiem (propozycja ta została odrzucona). W marcu 1943 doznał zapalenia wyrostka robaczkowego i pomimo natychmiastowej operacji zmarł 22 marca 1943.
Został pochowany na cmentarzu w Markt Bohrau (obecnie Borów) (grób zachował się).

## Poglądy
Był politykiem rewizjonistycznym, opowiadał się za odzyskaniem ziem utraconych przez Niemcy po I wojnie światowej na rzecz Polski. Uważał także za uzasadnione polityczne podporządkowanie Polski, którą należało podbić przy użyciu środków kulturowych, a nie zbrojnych, chociaż nie kwestionował prawa Polski do własnej państwowości. Przejawiał antysemickie uprzedzenia, jakkolwiek bez myślenia rasistowskiego (utrzymywał kontakty z Żydami, pracownikami Urzędu Spraw Zagranicznych, a także żydowskimi intelektualistami i dziennikarzami).

## Życie prywatne
W 1926 poślubił młodszą od siebie o 16 lat Davidę von Yorck, miał z nią ośmioro dzieci, m.in. Friedricha (1931-2018), Heinricha (1933-2019), Wolfganga (ur. 1935) i Gebhardta (1939-2019). Rodzina mieszkała w majątku w Wernersdorf na Dolnym Śląsku, dzierżawionym przez Hansa od 1924, wykupionym w 1940. Należał do niego także pałac w Klein-Bresa (obecnie Brzezica).
Jego krewnym był Helmuth James Graf von Moltke, założyciel Kręgu z Krzyżowej. Davida von Yorck była siostrą Petera Yorck von Wartenburga, członka tej grupy.